# Mei Yamazaki
Mei Yamazaki (山﨑愛生, Yamazaki Mei, née le 28 juin 2005 à Hokkaidō au Japon) est une chanteuse, mannequin et danseuse japonaise, membre de Morning Musume.

## Biographie
Mei Yamazaki débute au Hello! Project en 2016, intégrée en tant qu'élève du Hello Pro Kenshuusei Hokkaido.
Elle se présente en 2019 à l'audition destinée à choisir de nouvelles chanteuses pour faire partie du groupe phare du H!P Morning Musume, et est sélectionnée en mai 2019 à un ultime stage d'entrainement en vue de la sélection finale. Le 22 juin 2019, via la chaîne Youtube officielle, elle est officiellement présentée au public comme nouvelle membre du groupe, à 13 ans, aux côtés de deux autres participantes du stage, Rio Kitagawa et Homare Okamura, formant la "15e génération" du groupe.

## Groupes

### Au sein du Hello! Project
- Hello! Pro Kenshuusei Hokkaido (2016-2019)
- Morning Musume (2019–)

## Discographie

### Avec Morning Musume

#### Singles
- 22 janvier 2020 : KOKORO&KARADA / LOVEpedia / Ningen Kankei No way way
- 16 décembre 2020 : Junjou Evidence / Gyuu Saretai Dake na no ni
- 8 décembre 2021 : Teenage Solution / Yoshi Yoshi Shite Hoshii no / Beat no Wakusei
- 8 juin 2022 : Chu Chu Chu Bokura no Mirai / Dai Jinsei Never Been Better! / I WISH
- 21 décembre 2022 : Swing Swing Paradise / Happy birthday to Me!
- 25 octobre 2023 : Suggoi FEVER! / Wake-up Call~Mezameru Toki~ / Neverending Shine
- 14 août 2024 : Nandaka Sentimental na Toki no Uta / SaiKIYOU

Albums
- 31 mars 2021 : 16th ~That's J-POP~
- 27 novembre 2024 : 'Professionals-17th

### Autres participations
- 5 juillet 2017 : Real☆Little☆Girl / Kanojo ni Naritai!!! (Hello Pro Kenshuusei Hokkaido Ver.) (avec Hello! Pro Kenshuusei Hokkaido)
- 17 février 2018 : Hankouki! / Ice day Party (avec Hello! Pro Kenshuusei Hokkaido et Manaka Inaba)
- 6 mai 2018 Rainbow×2 (avec Hello! Pro Kenshuusei Hokkaido)

## Filmographie

### Internet
- 2019- : Hello! Project Station